# 斎藤桃太郎

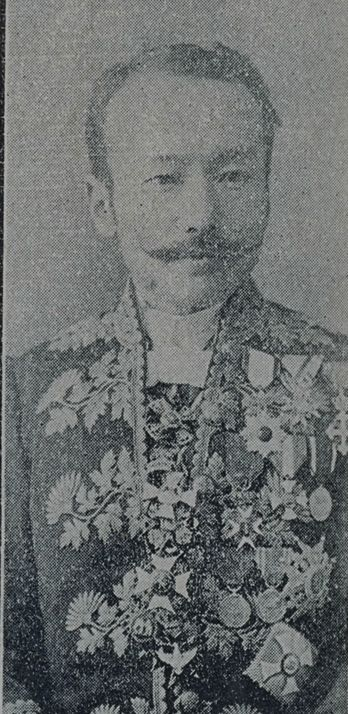
斎藤桃太郎

斎藤 桃太郎（さいとう ももたろう、1853年9月15日〈嘉永6年8月13日〉- 1915年〈大正4年〉12月26日）は、日本の宮内省官僚。宮中顧問官。東京府士族、旧幕士。

## 人物
幕臣斎藤栄の子。昌平黌で学ぶ。
当初、外務二等属として働くが、1883年（明治16年）7月、宮内省御用掛に転じる。以後、式部官、左大臣秘書官、宮内書記官、宮内大臣秘書官、有栖川宮家令、東宮大夫、等を歴任する。この間、能久親王葬儀掛、島津忠義葬儀掛、東宮御婚儀御用掛なども務めた。1905年（明治38年）1月には、帝室会計審査局長官に就任し、同職在任中に、昌子内親王御婚儀御用掛、常宮御用掛、竹田宮御用掛、富美宮御用掛、朝香宮御用掛、宗秩寮審議官、大喪使事務官、有栖川宮家務監督などを兼勤する。1914年（大正3年）7月、長官を免官となり宮中顧問官に任じられたが、翌年の12月に薨去し正三位に叙された。

## 官歴
- 1875年（明治8年）6月5日 - 在イタリア公使館（イタリア語版）付三等書記見習[1]
- 1876年（明治9年）5月9日 - 書記二等見習[1]
- 1879年（明治12年）12月12日 - 任 外務三等書記生[1]
- 1881年（明治14年）8月20日 - 任 外務書記生[1]
- 1883年（明治16年）
  - 7月26日 - 任 外務二等属[1]
  - 12月22日 - 依願免本官[1]、宮内省御用掛、奏任官に準じ取扱。１ヶ月金六十円下賜、但し外事課勤務[2]
- 1884年（明治17年）
  - 10月3日 - 任 式部官、七等相当、年俸九百円下賜[3]
  - 10月4日 - 宮内省御用掛 兼勤[4]
- 1885年（明治18年）3月12日 - 太政官御用掛 兼勤、左大臣秘書官[5]
- 1886年（明治19年）
  - 2月5日 - 任 宮内書記官 兼 式部官、補 外事課次長[6]
  - 2月6日 - 官報報告主任を命ず[7]。
  - 10月7日 - 任 宮内大臣秘書官 兼補 外事課次長（兼 式部官 如故）、奏任三等、年俸千四百円下賜[8]
- 1887年（明治20年）
  - 1月20日 - 京都行幸供奉伊藤博文宮内大臣随行[9]
  - 9月26日 - 大膳職勤務兼勤[10]
- 1888年（明治21年）
  - 4月9日 - 統計掛長兼勤[11]
  - 6月13日 - 兼任 有栖川宮家令（兼 式部官、補 外事課次長 如故）[12]
  - 12月12日 - 威仁親王欧州出張に付き随行[13]
- 1889年（明治22年）
  - 1月15日 - 免 統計掛長、免 官報報告主任、免 大膳職勤務兼勤[14]
  - 7月23日 - 賜一級俸[15]
- 1890年（明治23年）
  - 5月20日 - 宮内書記官事務補助[16]
  - 6月13日 - 補 内事課次長[17]
  - 10月21日 - 元帝室制度取調局残務取扱[18]
  - 12月2日 - 兼任 文事秘書官、叙 奏任官三等[19]
- 1891年（明治24年）
  - 5月1日 - 免兼 文事秘書官[20]
  - 10月26日 - 京都府並三重県下に出張[21]
- 1895年（明治28年）
  - 11月5日 - 故近衛師団長陸軍大将能久親王葬儀掛[22]
  - 12月26日 - 任 宮内書記官（兼 式部官、有栖川宮家令、内事課次長 如故）、叙三等[23]、賜三級俸[1]
- 1897年（明治30年）
  - 4月15日 - 京都行幸行啓供奉被免、京都行幸行啓主務官ヲ免ズ[24]
  - 4月22日 - 威仁親王イギリス皇帝即位六十年祝典参列随行[25]
  - 9月27日 - 兼補 内事課長[26]、賜二級俸[1]
  - 12月28日 - 故従一位公爵島津忠義葬儀掛[27]
- 1898年（明治31年）
  - 2月8日 - 兼任 有栖川宮別当（兼 式部官、内事課長 如故）[28]、賜三級俸[1]
  - 12月8日 - 威仁親王 江田島海軍兵学校行に付き随行[29]
- 1900年（明治33年）
  - 2月11日 - 東宮御婚儀御用掛[30]
  - 5月21日 - 威仁親王・同妃、皇太子・同妃、京都府及三重奈良両県下行啓御同伴に付き随行[31]
  - 5月22日 - 東宮御婚儀御用掛残務取扱[32]
- 1901年（明治34年）11月29日 - 任 東宮大夫、叙一等、賜二級俸、当分 内事課長心得、有栖川宮別当心得[33]
- 1902年（明治35年）
  - 4月10日 - 免 有栖川宮別当心得[34]
  - 5月17日 - 東宮東北地方行啓供奉[35]
  - 7月2日 - 東宮葉山行啓供奉[36]
  - 10月15日 - 東宮同妃葉山行啓供奉[37]
- 1903年（明治36年）
  - 8月7日 - 免 内事課長心得[38]
  - 10月3日 - 東宮四国行啓供奉[39]
  - 11月11日 - 東宮沼津行啓供奉[40]
- 1904年（明治37年）1月6日 - 東宮沼津行啓供奉[41]
- 1905年（明治38年）1月23日 - 任 帝室会計審査局長、叙一等[42]、賜一級俸[1]
- 1906年（明治39年）9月26日 - 有栖川宮別当伊藤勇吉不在中代理[43]
- 1907年（明治40年）
  - 1月9日 - 有栖川宮別当伊藤勇吉不在中代理[44]
  - 1月18日 - 京都府及び兵庫県へ出張[45]
- 1908年（明治41年）
  - 1月1日 - 宮内官考査委員[46]
  - 4月25日 - 昌子内親王御婚儀御用掛[47]
  - 4月27日 - 常宮御用掛[48]
  - 4月30日 - 竹田宮御用掛[49]
- 1909年（明治42年）6月5日 - 依願免 竹田宮御用掛[50]
- 1910年（明治43年）
  - 3月29日 - 有栖川宮別当平山成信不在中代理[51]
  - 4月2日 - 富美宮御用掛、朝香宮御用掛[52]
  - 8月31日 - 宗秩寮審議官[53]
- 1911年（明治44年）6月2日 - 免 朝香宮御用掛[54]
- 1914年（大正3年）4月11日 - 大喪使事務官[55]
- 1914年（大正3年）4月12日 - 評議所評議員（大喪使）[56]
- 1914年（大正3年）
  - 5月1日 - 有栖川宮家務監督[57]
  - 7月20日 - 依願免本官、任 宮中顧問官、叙高等官一等[58]
- 1915年（大正4年）
  - 10月31日 - 京都行幸供奉[59]
  - 12月26日 - 薨去。
  - 12月30日 - 桃太郎葬送に付き、午前十時に勅使として侍従海江田幸吉が差遣わされ幣帛を下賜される。[60]

## 栄典
位階
- 1884年（明治17年）11月14日 - 正七位[61]
- 1886年（明治19年）7月8日 - 従六位[62]
- 1891年（明治24年）12月7日 - 正六位[63]
- 1896年（明治29年）
  - 1月10日 - 従五位[64]
  - 7月20日 - 正五位[65]
- 1901年（明治34年）7月20日 - 従四位[66]
- 1906年（明治39年）7月30日 - 正四位[67]
- 1911年（明治44年）8月10日 - 従三位[68]
- 1915年（大正4年）12月27日 - 正三位[69]

勲章等
- 1889年（明治22年）11月29日 - 大日本帝国憲法発布記念章[70]
- 1893年（明治26年）12月28日 - 勲六等瑞宝章[71]
- 1895年（明治28年）10月31日 - 勲五等双光旭日章[72]
- 1898年（明治31年）6月28日 - 勲四等瑞宝章[73]
- 1902年（明治35年）6月30日 - 勲三等瑞宝章[74]
- 1904年（明治37年）12月27日 - 勲二等瑞宝章[75]
- 1906年（明治39年）4月1日 - 旭日重光章[76]・明治三十七八年従軍記章[77]
- 1908年（明治41年）4月30日 - 勲一等瑞宝章[49]
- 1915年（大正4年）
  - 11月10日 - 大礼記念章（大正）[78]
  - 12月1日 - 旭日大綬章[79]

外国勲章佩用允許
- 1880年（明治13年） - イタリア王国：イタリア王冠勲章（英語版）カヴァリエーレ[80]
- 1883年（明治16年）8月13日 - イタリア王国：聖マウリッツィオ・ラザロ勲章カヴァリエーレ[81]
- 1885年（明治18年）5月25日 – スウェーデン＝ノルウェー連合王国：ワァーサ第三等勲章[82]
- 1888年（明治21年）3月6日 - ロシア帝国：二等聖スタニスラウス勲章（英語版）[83]
- 1890年（明治23年）5月6日
  - ロシア帝国：二等聖アンナ勲章（英語版）[84]
  - スペイン王国：カルロス3世勲章（英語版）エンコミエンダ[84]
  - ベルギー王国：レオポール第三等勲章[84]
  - ドイツ帝国：第二等赤鷲勲章（英語版）[84]
  - オーストリア＝ハンガリー帝国：第二等鉄冠勲章（英語版）[84]
  - ザクセン＝ヴァイマル＝アイゼナハ大公国：二等白鷹勲章（英語版）[84]
- 1892年（明治25年）9月1日 - ハワイ王国：王冠第二等勲章[85]
- 1894年（明治27年）8月8日 - シャム王国：白象第三等勲章[86]
- 1896年（明治29年）10月23日 - 安南国：表徳龍星勲章（英語版）[87]
- 1897年（明治30年）9月10日
  - スペイン王国：イサベル・ラ・カトリカ勲章（英語版）キャバレロ・グランクルス[88]
  - イギリス帝国：銀製ジュビリー記念章[88]
- 1900年（明治33年）
  - 4月10日 - 大清帝国：第二等第二双竜宝星[89]
  - 10月25日 - ロシア帝国：一等聖スタニスラウス勲章（英語版）[90]
- 1901年（明治34年）5月17日 - フランス共和国：レジオンドヌール勲章コマンドール[91]。
- 1904年（明治37年）11月29日 - 大韓帝国：勲一等大極大綬章[92]。
- 1905年（明治38年）9月20日
  - イタリア王国：イタリア王冠勲章（英語版）カヴァリエーレ・ディ・グラン・クローチェ[93]
  - イギリス帝国：ロイヤル・ヴィクトリア勲章ナイト・グランド・クロス[93]
  - プロイセン王国：一等王冠勲章（英語版）[93]
  - ベルギー王国：コンゴー国王冠第一等勲章[93]
  - オランダ王国：第一等オラニエ＝ナッサウ勲章（英語版）リッデル・グロートクルス[93]
  - フランス共和国：フランス領ダホメ黒星勲章（英語版）グランクロワ[93]

## 出版物
- 斎藤桃太郎『英皇即位六十年祝典參列日誌』1897年。